# Abramo Arié
Abramo Arié (in ebraico Portaleone; Mantova, 1484 – Mantova?, 1556) è stato un medico italiano.

## Biografia

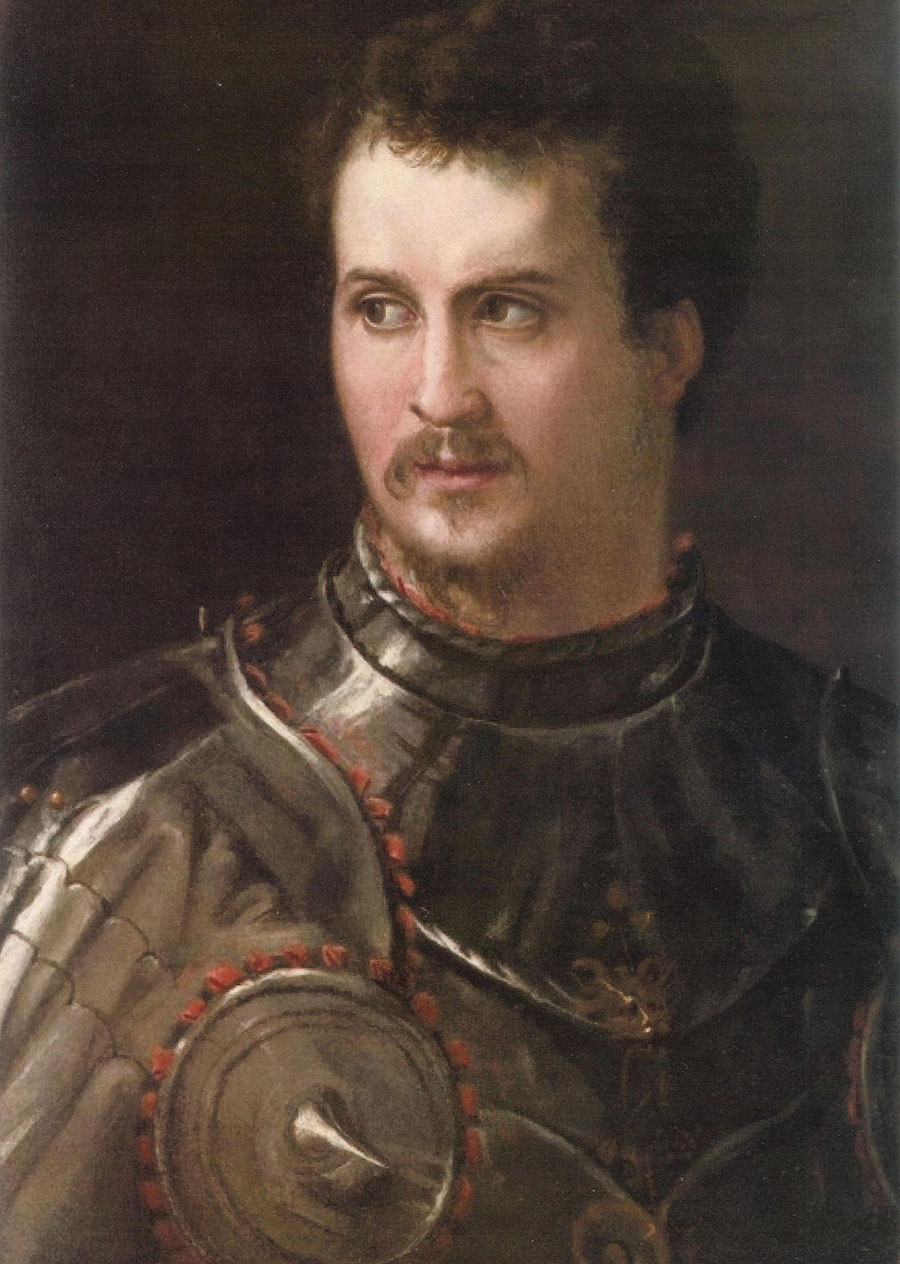
Ritratto di Giovanni delle Bande Nere

Abramo, della famiglia ebraica degli Shararié ("Portaleone" in ebraico), era il medico personale di Federico II Gonzaga, marchese e poi duca di Mantova.
Nel 1522 prestò le sue cure al condottiero Aloisio Gonzaga, marchese di Castel Goffredo, per le ferite inflittegli durante l'assedio di Parma, che sopravvisse, pur rimanendo guercio e zoppo. 
Il 26 novembre 1526 fu chiamato al capezzale del Giovanni dalle Bande Nere - che già aveva curato con successo due anni prima: il condottiero aveva riportato una grave ferita di arma da fuoco alla coscia scontrandosi con i lanzichenecchi nella battaglia di Governolo ed era stato trasportato nel palazzo del compagno d'arme Aloisio Gonzaga, a Mantova, dove il chirurgo provvide alla amputazione dell'arto; tuttavia, la gangrena si era già estesa al torso, per cui il condottiero morì qualche giorno dopo. Abramo Shararié fu anche sospettato di averlo ucciso per compiacere il marchese di Mantova e, indirettamente, anche l'imperatore Carlo V, che nel 1529 insignirà Aloisio Gonzaga del grado di capitano generale delle truppe cesaree in Italia e nel 1530 eleverà Federico II Gonzaga al titolo di duca; nel 2013, tuttavia, analisi scientifiche sui resti scheletrici del condottiero, compiute da ricercatori della Divisione di Paleopatologia dell'Università di Pisa, sotto la guida di Gino Fornaciari, l'hanno scagionato da questa accusa.